# Furmanczyk Point
Der Furmanczyk Point (englisch; polnisch Przylądek Furmańczyka) ist eine Landspitze an der Südküste von King George Island im Archipel der Südlichen Shetlandinseln. Sie liegt südlich des Crépin Point und östlich des Komandor Peak am Ufer der Admiralty Bay.
Polnische Wissenschaftler benannten sie 1980. Namensgeber ist Kazimierz Furmanczyk, der bei der von 1978 bis 1979 durchgeführten polnischen Antarktisexpedition an photogrammetrischen Vermessungen der Admiralty Bay beteiligt war.